# Betancuria (park)
Betancuria är en park i Spanien.   Den ligger i provinsen Provincia de Las Palmas och regionen Kanarieöarna, i den sydvästra delen av landet, 1 600 km sydväst om huvudstaden Madrid. Betancuria ligger 367 meter över havet.
Terrängen runt Betancuria är lite kuperad. Runt Betancuria är det ganska glesbefolkat, med 34 invånare per kvadratkilometer. Närmaste större samhälle är Antigua, 6,0 km öster om Betancuria. Omgivningarna runt Betancuria är i huvudsak ett öppet busklandskap.